# Richard Desmond
Richard Clive Desmond (Londres, 8 de dezembro de 1951) foi um editor e empresário inglês. 
Desmond é o dono do Grupo Northern & Shell, grupo responsável pelos jornais Daily Express, Sunday Express, Daily Star e o Daily Star Sunday, além das revistas OK, New! e Star e dos dos canais Television channels: Channel 5, 5* e 5USA. 